# 藓類植物門
藓类植物门（Bryophyta）是植物界的一门，是一类一般在1到10公分高左右的微小且柔軟的有胚植物，但也有些物種會比較高大。只要有潮濕的環境與陽光照射就能輕易生長，沒有花朵或種子，有附蓋住細韌莖部的葉子。在一些時間裡，藓类植物會產生孢子囊，長在莖部的上端，如鳥喙一般。
本类群約有2.1萬個物種。之前，地錢门和角苔门也被歸類於本門之中，因此本门的中文曾被称为苔藓植物门，但現在這兩個類群則被放在屬於它們自己的門裡面，地钱门和角苔门分离后，拉丁名称虽未改变，但中文名为避免歧义而常常使用藓类植物门，也有继续沿用原中文名的学者。

## 物理的特徵

### 描述
在植物學上，藓类植物是一種苔蘚植物，即為一種非維管植物。藓类植物和近似的地錢門可以由其多細胞假根來加以區分。其他的差別在所有的藓类植物和地錢之間則不具一般性。但是，有清楚分化的「莖」與「葉」、沒有深裂或分節的葉片以及缺少排成三層的二葉子，這些都再再指示此類植物為一個藓类植物。
除了缺乏維管束之外，藓类植物有著以配子體為主的生命週期，即其細胞在其大部份的生命週期內都是單倍體的。孢子體的生命很短，且生長在配子體上。這點和大多數的「高等」植物與動物不同。例如，在維管植物裡，單倍體的階段是以花粉和子房的形式來呈現的，雙倍體的階段則為常見的開花植物。

### 生命週期
大多數植物會有雙套的染色體在其細胞內（雙倍體，即每個染色體均存在包含著相同基因訊息的另一個染色體），但藓类植物（和其他的苔蘚植物）只有一套染色體（單倍體，即每一個染色體在細胞內都是唯一的一份）。藓类植物的生命週期中會有一段時期擁有完整、成雙的染色體，但只存在於孢子體階段。

典型的藓类植物（土馬鬃）的生命週期

藓类植物的生命始於一個單倍體的孢子，由此長成一個絲狀或葉狀的原絲體。原絲體是藓类植物的一個過渡階段，之後會再長成配子托，並分化成莖和葉。莖或枝條的頂端會發展出藓类植物的性器官。雌性器官稱之為頸卵器，被稱之為雌器苞的特化葉片所覆蓋著。頸卵器會有頸口好讓雄精子游入。雄性器官稱之為精子器，被稱之為雄器苞的特化葉片所包圍的。
藓类植物可以是雌雄異株或雌雄同株的。在雌雄異株中，雄性和雌性性器官長在不同的配子體植物上；而在雌雄同株中，雄性和雌性性器官會長在同一株植物上。在有水存在之下，精子器內的精子會游至頸卵器使受精發生，而產生雙倍體的孢子體。藓类植物的精子有兩個鞭毛來幫助游動。在沒有水的環境之下，受精便不會發生。受精之後，不成熟的孢子體會移至頸卵器的腹腔，之後花一季至半年的時間來成為成熟的孢子體。孢子體是由稱之為棘毛的長柄和被果蓋覆蓋的莢膜所組成。莢膜和果蓋會依次被單倍體的蘚帽所包覆，這裡的蘚帽是頸卵器腹腔的一部份。蘚帽通常會在莢膜成熟後脫落。在莢膜內，產生孢子的細胞進行著減數分裂以產生单倍體的孢子，並反覆循環。莢膜的口部通常會有齒毛圍繞，但在部份的藓类植物中則沒有。
在一些藓类植物上有著被稱之為芽的綠部結構，長於葉子或支條上，可以不需要經由受精的過程產生新的植物。此為一種無性繁殖。

## 分類

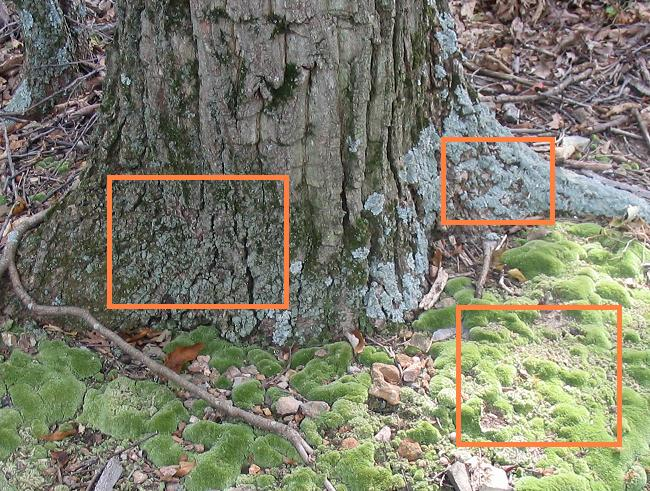
兩種不同種類的藓类植物（和一種地衣，在最小的方格中）環繞著樹幹。

傳統上將角苔門和地錢門也一起放在本门之下，而將藓类植物放在蘚綱之下。但此種類群現在已知是並系群，所以现代的分类系統多將学名Bryophyta用來專指藓类植物。它們是維管植物最接近的現存親戚。
藓类植物门被分成八個綱：
- 藻苔綱 Takakiopsida
- 泥炭蘚綱 Sphagnopsida
- 黑蘚綱 Andreaeopsida
- 黑真蘚綱 Andreaeobryopsida
- 长台藓纲（英语：Oedipodiopsida） Oedipodiopsida
- 金髮蘚綱 Polytrichopsida
- 四齿藓纲（英语：Tetraphidopsida） Tetraphidopsida
- 蘚綱 Bryopsida

黑蘚綱和黑真蘚綱可由其雙列的假根、多列的原絲體和沿著縱線裂開的孢子囊。大多數藓类植物的囊則會在頂端開口。
泥炭蘚綱是由兩個現存屬－「Ambuchanania」和「泥炭蘚屬」，以及其他已滅絕的屬所組成。此類大型藓类植物會在泥炭中形成廣闊的酸性泥沼。泥炭蘚屬的葉子是由死細胞和活著的光合細胞所交替組成的，之中的死細胞可以幫助儲存水分。除了此一特徵之外，統一的分歧、葉狀的原絲體和爆裂的孢子囊都將泥炭蘚和其他藓类植物相區隔開來。
金髮蘚綱的葉子上有薄片，看起來像是散熱片上的鰭一樣，可以幫助植物維持一定的濕度。金髮蘚綱在發展和解剖學的其他細部上也和其他藓类植物有所不同，且也可以比其他大多數的藓类植物要大，如土馬鬃即可長到40公分高。最大的陸生藓类植物，亦為金髮蘚綱的成員，大概是原生於紐西蘭和澳洲的「Dawsonia superba」。
蘚綱是最多樣的一群，有超過百分之95的藓类植物物種屬於此綱。

## 地質史
藓类植物的化石紀錄是很零散的，主要是因為其柔軟的身軀。明確的藓类植物化石已在南極和俄羅斯的二疊紀中被發現，且其中一件更是遠至石炭紀的藓类植物化石。另外，也有志留紀的管狀化石是藓类植物的蘚帽中部份的殘餘。

## 棲地

沿海森林中的一個密集藓类植物聚落

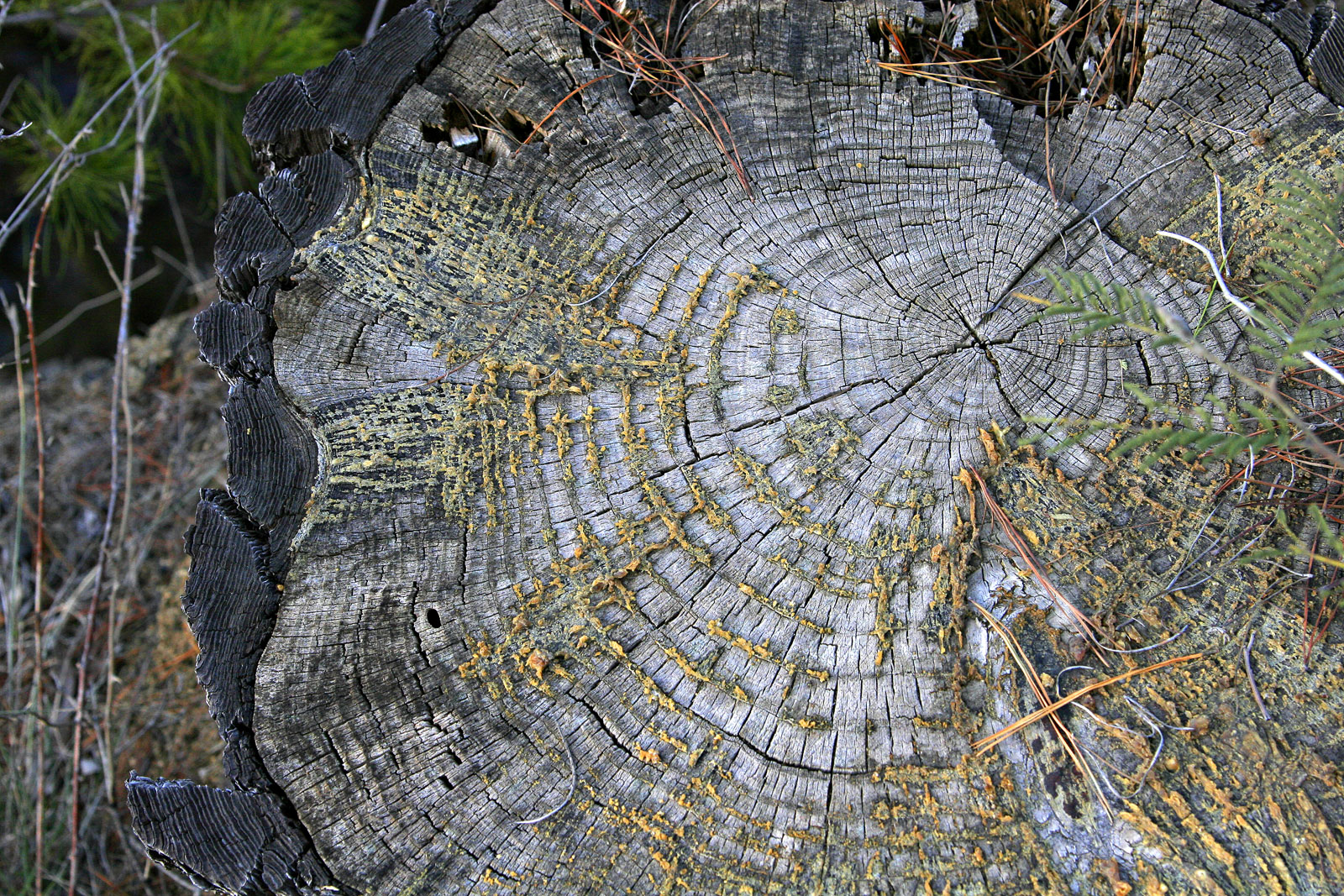
藓类植物長在殘幹年輪的痕上

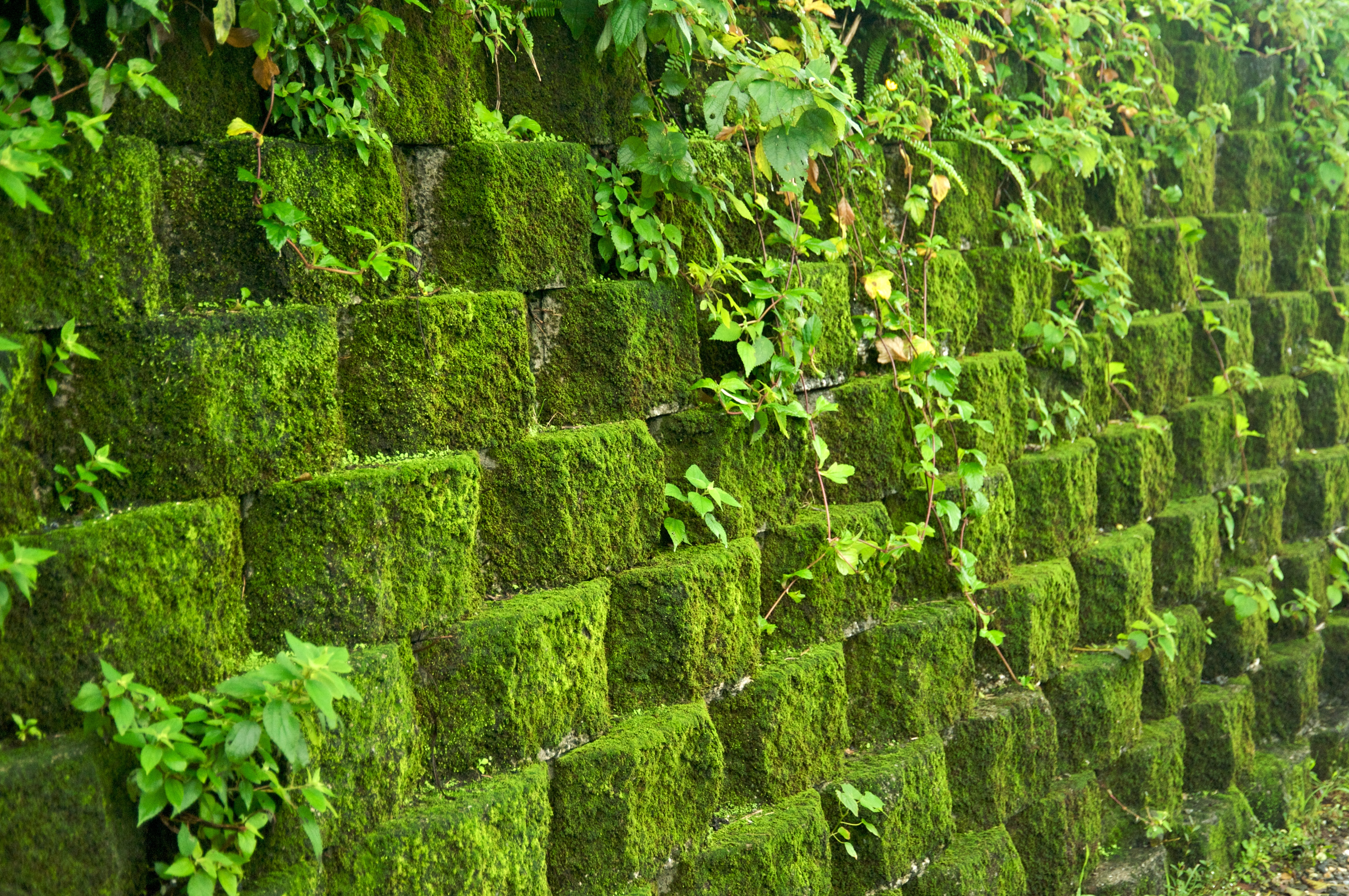
藓类植物長在石牆上

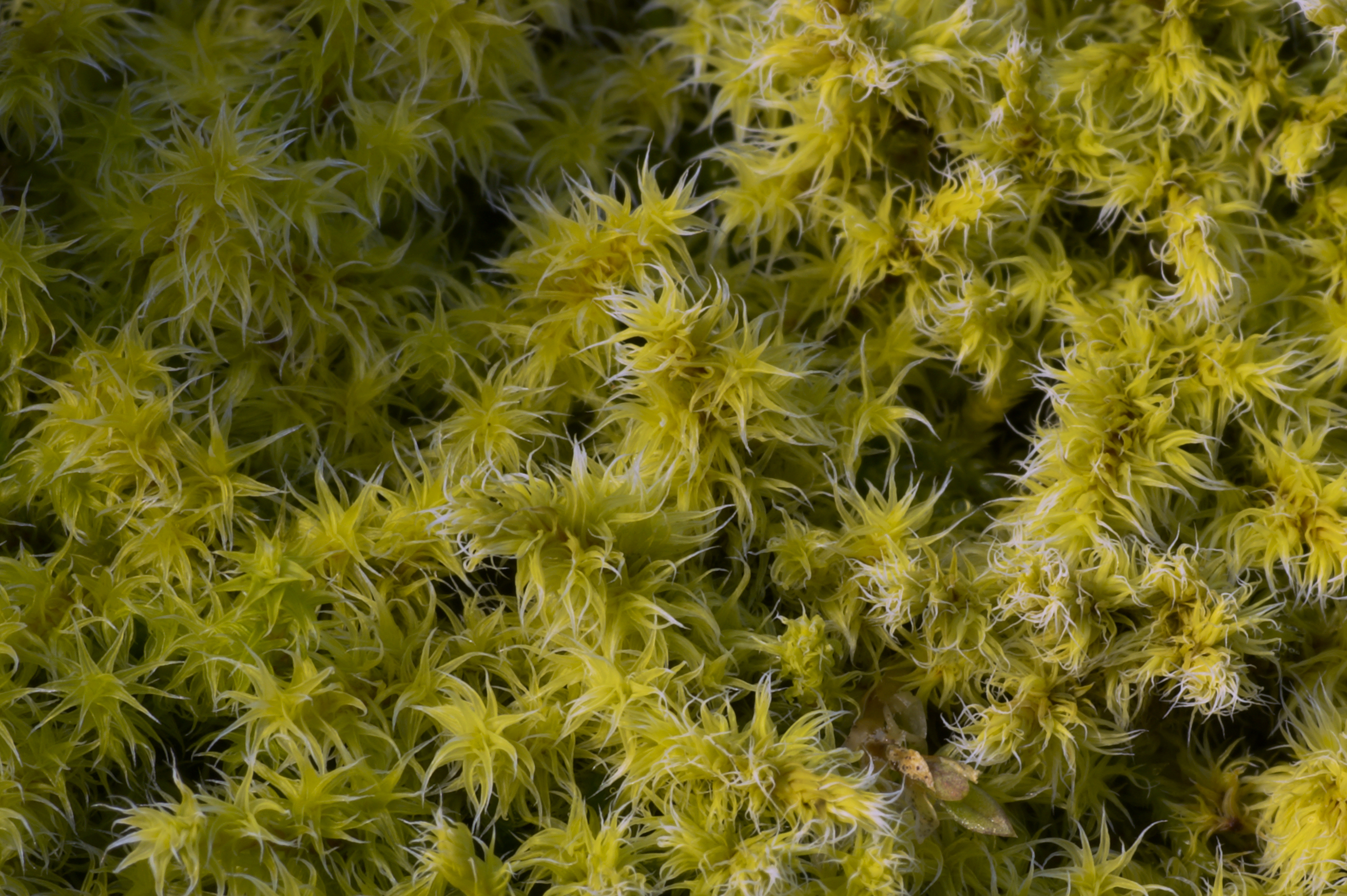
岩石上藓类植物的近照

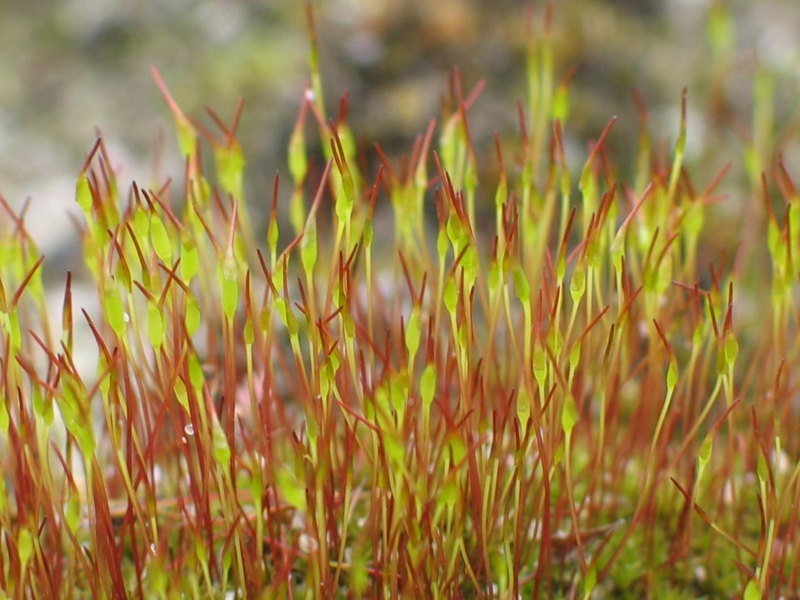
土馬鬃的年輕孢子體

藓类植物主要生長於陰暗濕冷的環境之下，一般會在多木的區域和樹幹的邊角上出現。藓类植物也會在潮濕的街道石頭上的裂痕中出現，有些類型更是已經適應了城市的環境，且只會出現在城市之中。少部份的物種是完全水生的，如水蘚；其他如「泥炭蘚屬」居住在泥沼、濕地和流動緩慢的水道中。此類水生或半水生藓类植物在長度上可以遠遠地超過陸生的藓类植物。例如，在泥炭蘚屬中，單一植物有20至30公分或甚至更長的長度是很一般的。
藓类植物生存需要有濕度，因為其組織較小且較薄且需要液態水來完成受精。有些藓类植物可以在乾燥的環境下繼續活著，並在回復濕度的數小時間回復其生命力。
在北緯，樹木和岩石的北端通常會比其他方向有著更多的藓类植物，據猜測是因為樹木面向太陽的一端會缺乏足夠水份的緣故。在南緯則相反。而在森林的深處，太陽光無法穿透的地方，藓类植物則會平均地生長在樹幹的所有方向上。

## 栽種
藓类植物被認為是草坪上的一種雜草，但也會在如日本庭園之類的美學概念下被特意地栽種。在古老的寺廟庭院中，藓类植物可以覆蓋成一片森林的景觀。藓类植物在園院景觀中代表著寧靜、老成和沉穩。栽種的方式並沒有被普遍地建立起來。收集藓类植物經常是由野外移植進一個裝水的袋子中。不過，某些特定的物種很難在離開其原本的生活環境後還能繼續地存活下去。
從孢子中長出藓类植物就更少去控制了。藓类植物的孢子在連續下著雨的天氣下落至一個暴露的表面；某特定的藓类植物物種若適應了此一表面，便會在經過了幾年的風雨暴曬之後長滿整個表面。透氣及保濕的物質如磚塊、木頭及某些適合藓类植物生長的粗糙水泥。表面也可以事先塗上些酸性的物質，如酪漿、優酪乳和尿等。

### 抑制藓类植物生長
有幾種方法可以抑制藓类植物生長：
- 經由排水溝或其他方法降低含有的水分。
- 增加陽光的直射。
- 增加於藓类植物競爭的植物如草的數量和資源。
- 加入石灰增加土壤pH值。

⁎加漂白水稀釋均勻灑在蘚類植物

時常走動或用耙刮藓类植物的苗床也可以抑制藓类植物的生長。
硫酸亞鐵和硫酸銨亞鐵可以殺死藓类植物，這些成份一般都會加入可抑制藓类植物的商品和肥料裡。而且，硫和鐵也是一些會和藓类植物相競爭的植物如草的必需營養素。但是殺死藓类植物並不代表能防止其再生，除非適合藓类植物生長的環境能夠有所改變。

### 苔蘚地
19世紀末，因為收集藓类植物的一時風尚，使得許多英國和美國的庭園中增加了對苔蘚地的興建。這些苔蘚地一般是建造在板條上頭，蓋在平坦屋頂的屋內，並將出口開在北方（以維持其陰暗）。藓类植物會被放在板條間的間縫中。整個苔蘚地會定期地加入水分以維持藓类植物的生長。

## 商業應用
從野外收集來的藓类植物擁有一個重要的市場。完整無缺的藓类植物主要會被用來花藝交易和家庭裝飾上。「泥炭蘚屬」中腐敗了的藓类植物也是泥炭的主要成份，泥炭可以被當做燃料、園藝中的土壤添加物及製作蘇格蘭威士忌時用來煙燻麥芽。
在水族造景中，時常會種植某些具觀賞價值的觀賞用墨絲，作為造景的一部分。
泥炭蘚會在生長中被收成並乾化，以用在苗圃和園藝上當做植物的培土。在實務上，收成「泥炭蘚」不應該和收成「藓类泥炭」相混淆。
泥炭蘚可以在一定程度上收成並管理，以使其可以重新生長；而藓类泥炭的收成則一般被認為會在分出泥炭時產生嚴重的環境傷害，使其幾乎沒有什麼回復的機會。
在第二次世界大戰時，泥炭蘚被當做傷兵的急救用敷料，因為藓类植物可以有效地被吸收，且有溫和的抗菌效果。
在英國農村中，「三角莫絲（Fontinalis antipyretica）」曾被用來撲滅火災，因為它可以在流動緩動的河中被找到一堆，並且含有大量的水分可幫忙撲滅火焰。三角莫絲在歷史上的用途也反應在其種加詞的拉丁名稱上頭，有類似「抗火」的意思。
在芬蘭，泥炭蘚曾在饑荒時被用來製作麵包。
在墨西哥，藓类植物被用來聖誕裝飾上。

## 另見
- 有胚植物
- 苔蘚植物
- 地衣

## 外部連結
- Information, diagrams and photos
- Moss description
- Moss grower's handbook- 2.39MB, PDF file （页面存档备份，存于）
- The British Bryological Society
- Picture Gallery of Mosses （页面存档备份，存于）